# Classe Zhaotou
La classe Zhaotou est une classe de patrouilleurs de la Garde côtière chinoise. Il s’agit du plus grand garde-côtes armé au monde, dépassant le précédent détenteur du record, la classe Shikishima japonaise.

## Développement
Selon les médias d’État chinois, le développement de la classe Zhaotou a commencé vers décembre 2012, avant la formation de la Garde côtière chinoise sous l’Administration océanique d’État. L’ingénieur en chef du chantier naval de Jiangnan, Hu Keyi, a déclaré que la société avait été chargée de construire deux navires de patrouille maritime de 10000 tonnes. En janvier 2014, le Beijing Daily et le Global Times ont rapporté que la China Shipbuilding Industry Corporation (CSIC), société mère du chantier naval de Jiangnan, a publié sur son site Web qu’elle avait signé un contrat en 2013 pour la construction de deux navires de patrouille maritime, dont l’un pèse 10000 tonnes. Le contrat est estimé à 280 millions de yuans. Les médias japonais ont également rapporté que la Chine avait acheté 40 moteurs Diesel allemands MAN en 2013 pour propulser les futurs navires de la garde côtière, y compris les navires de 10000 tonnes,.

## Historique
La construction du premier navire, le Haijing 2901 ou CCG 2901, s’est terminée à la fin de 2014. Il a pris la mer pour la première fois le 19 mai 2015 en mer de Chine orientale. Le chiffre « 2 » dans le numéro de série indique que le navire relève de la branche de la mer de Chine orientale de la Garde côtière chinoise,.
La construction du deuxième navire, le Haijing 3901 ou CCG 3901, s’est achevée en janvier 2016. Il est déployé en mer de Chine méridionale. En mai 2017, le CCG 3901 a effectué sa première patrouille en mer de Chine méridionale. Le navire a passé 19 jours à patrouiller et à visiter les îles tenues par les Chinois. Le navire transportait un équipage de 17 membres des forces de l’ordre et utilisait deux drones non précisés,.

## Design
L’aspect le plus remarquable de cette classe de navires de patrouille est sa taille massive. La classe Zhaotou mesure 165 mètres de long, plus de 20 mètres de large, et a un déplacement de 10 000 tonnes à vide, et de 12000 tonnes à pleine charge. En comparaison, la classe Shikishima japonaise a une jauge brute de 6500 tonnes, avec un déplacement de 9350 tonnes à pleine charge (7175 tonnes de jauge brute). Au moment du développement de la classe Zhaotou, le plus grand navire de patrouille chinois de l’époque, le Haijian 50, ne déplaçait que 4000 tonnes,,. Les navires dépassent également les croiseurs de classe Ticonderoga de l’US Navy et les destroyers de classe Arleigh Burke, étant décrits comme environ 50 % plus grands que les premiers,. La grande taille donne au navire beaucoup de capacité d'emport de carburant et de fournitures pour mener à bien des missions prolongées en haute mer.
La classe Zhaotou est armée d’un canon naval H/PJ-26 de 76 mm, de deux canons auxiliaires de 30 mm et de deux mitrailleuses antiaériennes. Les navires peuvent naviguer à une vitesse maximale de 25 nœuds (46 km/h) et avec une autonomie de plus de 10000 milles marins (19000 km). On estime que leur rayon d'action est de 15000 milles marins (28000 km). Chaque navire peut transporter deux hélicoptères Z-8 et plusieurs bateaux,,. La classe Zhaotou possède une grande plate-forme pour hélicoptères et un hangar pour accueillir de gros hélicoptères Z-8,. On suppose que le navire est propulsé par des moteurs Diesel MAN de grande puissance,.

## Couverture médiatique et analyse
En raison de la taille exceptionnellement grande des navires de classe Zhaotou, les navires ont attiré l’attention des médias, divers médias les qualifiant de « monstres » ou de « méga-cotres »,,,,,. Contrairement à ce qu’ont affirmé les médias, ce n’est pas le plus grand navire garde-côtes au monde. Ce record appartient au brise-glace USCGC Healy de la Garde côtière des États-Unis. Les observateurs ont noté que la grande taille de la classe Zhaotou lui confère un facteur d’intimidation par rapport aux garde-côtes des pays voisins et aux navires étrangers. Cela est dû aux tentatives d’éperonnage observés entre les navires dans les régions maritimes contestées où la Chine est impliquée. La grande taille de la classe Zhaotou dissuaderait les navires étrangers de les éperonner ou de les chasser, de peur d’être éperonnés par eux,,,.
Le magazine The Diplomat a déclaré que les navires contribueraient probablement à consolider les revendications maritimes de la Chine, car les garde-côtes chinois jouent un rôle beaucoup plus actif dans les différends que la marine chinoise,. Le Centre pour la sécurité maritime internationale (CIMSEC) estime que les navires représentent l’aboutissement de l’expansion de la construction navale chinoise et des changements de politique de la Garde côtière chinoise. Le groupe de réflexion a également noté l’importance des navires possédant des canons navals, indiquant que la Chine adopte une position plus agressive à l’égard de ses différends maritimes. Les précédents navires de la garde côtière chinoise étaient soit non armés, soit légèrement armés, soit simplement équipés de canons à eau,. Le CIMSEC a conclu que les navires augmenteraient probablement les tensions dans le différend sur les îles Senkaku et le différend en mer de Chine méridionale.
Les médias japonais ont spéculé que la construction de la classe Zhaotou était une réponse aux navires de patrouille japonais de classe Shikishima pour que la Garde côtière chinoise égale, sinon surpasse, la Garde côtière japonaise,. La classe Shikishima était le précédent détenteur du record du plus grand cotre côtier du monde, éclipsant tous les navires de la garde côtière chinoise avant l’apparition de la classe Zhaotou. Les deux classes de navires sont souvent comparées l’une à l’autre, les observateurs notant qu’en termes de conception, de fonctions et de capacités, la classe Zhaotou est quelque peu identique à la classe Shikishima,,. Le Japon, de même, a fait l’acquisition de trois autres navires de la classe Shikishima entre 2016 et 2018 en raison de la nécessité de « renforcer la sécurité autour des îles Senkaku »,,.

## Navires de la classe
| Nom          | Pose de la quille | Lancement    | Mise en service | Constructeur               |
| ------------ | ----------------- | ------------ | --------------- | -------------------------- |
| Haijing 2901 |                   | Fin 2014     | 2015            | Chantier naval de Jiangnan |
| Haijing 3901 |                   | Janvier 2016 | 2017            | Chantier naval de Jiangnan |